# 司寇亥
司寇亥（?—?），是春秋时期卫国的司寇。司寇惠子之子，祖父公子郢，曾祖父卫灵公，虎的兄弟，一说和虎是一人。以“司寇”为氏。
卫出公（卫灵公的孙子）宴请大臣，褚师声子说脚上生疮袜，卫出公大怒，又夺取了公孙弥牟的封邑，夺取了司寇亥的执政权。褚师比（褚师声子）、公孙弥牟、公文要、司寇亥、司徒期发动叛乱，拿着锐利的武器，没有武器的人拿着斧子，派拳弥进入公宫，而从太子疾的宫里呐喊攻打卫出公。卫出公动身出走。卫出公后七年（前470年）五月廿五日，卫出公逃亡到宋国。司寇亥等人立的叔父黔为卫悼公。